# Masque de plongée

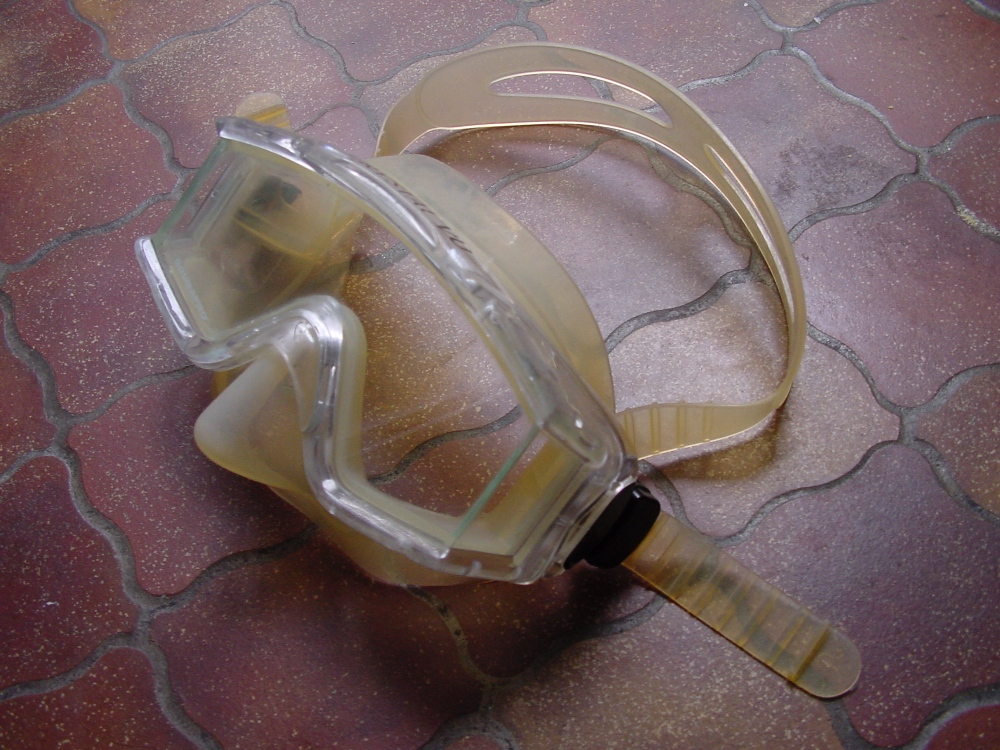
Masque de plongée conventionnel, avec sangle réglable et jupe de silicone.

Un masque de plongée est un équipement qui protège les yeux et le nez d'un plongeur tout en lui permettant de voir correctement sous l'eau. Les masques de plongée sont utilisés dans toutes sortes d'activités subaquatiques, comme la plongée bouteille, la plongée en apnée, la chasse sous-marine ou le snorkeling.

## Histoire

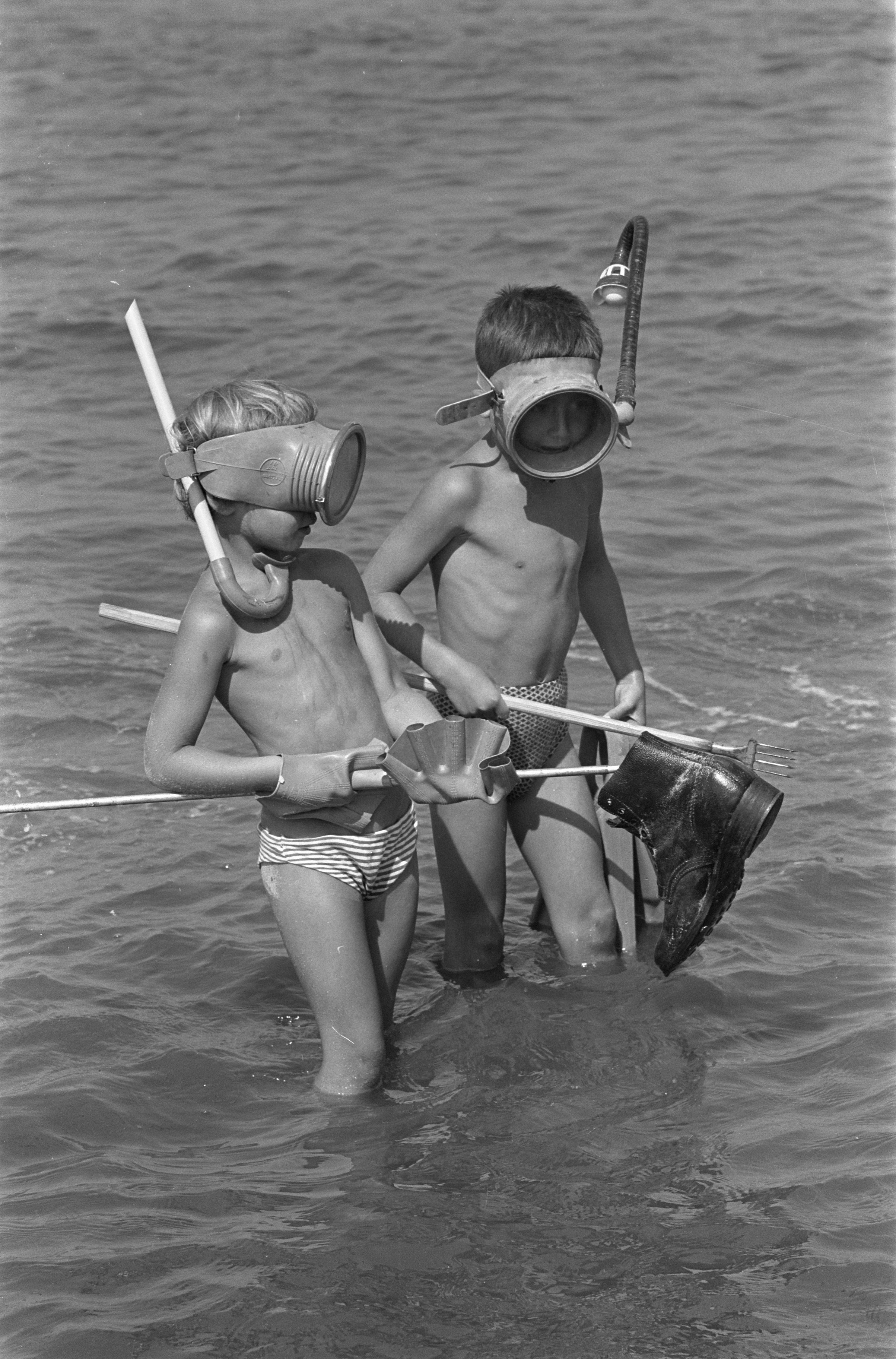
Enfants pratiquant la chasse sous-marine, Pays-Bas 1959.

Il est difficile d'établir qui fut l'inventeur du masque de plongée sous la forme qu'on lui connaît actuellement, mais on sait que les masques mono-verres sont devenus populaires pour la première fois dans le sud de la France, au cours des années 1930, lorsque les premiers chasseurs sous-marins du monde occidental commencèrent à se les fabriquer eux-mêmes.
Pendant la Seconde Guerre mondiale le masque mono-verre s'est étendu à d'autres pays, comme l'Italie et le Royaume-Uni, qui les utilisèrent dans leurs unités de nageurs de combat. L'Italie, dans sa Xe Flottiglia MAS, utilisa des masques à deux verres ou à un seul verre, mais il s'agissait majoritairement de masques faciaux intégrés au recycleur qui équipait le nageur de combat. Les Britanniques, dans leurs COPP (Combined Operations Pilotage Parties), utilisèrent autant les palmes de plongée inventées par Louis de Corlieu (mais commercialisées par l'Américain Owen P. Churchill) que les masques mono-verres à vitre circulaire inspirés de ceux fabriqués ou brevetés en France dans les années 1930. Ce fut de toute façon après la Seconde Guerre mondiale, au cours des dernières années 1940 et des premières années 1950 que les masques mono-verre commencèrent à se populariser partout dans le monde.
Jusqu'à l'avènement des masques de plongées les scaphandriers utilisaient toujours leurs lourds scaphandres à casque. Quant à ceux qui cherchaient à se libérer de ce lourd équipement en utilisant des réserves d'air (directement amenées à la bouche du plongeur) il est évident qu'ils se virent forcés de protéger les yeux du plongeur, voir aussi le nez. Dans le système de Maurice Fernez (où la respiration se faisait encore par le biais d'un tube en caoutchouc apportant de l'air en provenance de la surface, mais sans casque métallique couvrant toute la tête) un pince-nez fermait les narines du plongeur et les yeux étaient protégés par le biais de lunettes à deux verres séparés (les lunettes Fernez furent ajoutées lors d'un brevet de 1920). Les pionniers de la chasse sous-marine (comme Guy Gilpatrick ou Frédéric Dumas) et de la plongée sous-marine (comme Jacques-Yves Cousteau, Philippe Tailliez ou encore une fois Dumas lui-même) utilisèrent en un premier temps (vers le milieu des années 1930) ces lunettes subaquatiques (brevetées « lunettes Fernez ») mais elles n'étaient que les ancêtres des actuelles lunettes de piscine et elles ne s'adaptèrent jamais convenablement à la plongée. La raison était simple : le fait de contenir un si petit volume d'air et le non-accès qu'avait le nez à ces deux volumes séparés (un pour chaque œil) empêchait le plongeur de descendre au-delà de sept mètres de profondeur, où la pression finissait par comprimer les volumes d'air jusqu'à blesser les yeux. Il fallut donc concevoir un seul et unique espace -plus grand- à l'intérieur d'un masque unique pour que les deux yeux et le nez se retrouvent tous les trois en un seul volume d'air. De cette façon l'apnéiste pouvait descendre à des profondeurs plus importantes et le plongeur utilisant une réserve d'air pouvait souffler de l'air par le nez en compensant ainsi la compression progressive que subit l'air contenu dans le masque lors de la descente en profondeur. Différentes personnes se sont attribué cette invention et les témoignages s'y référant ne s'accordent pas toujours entre eux :
- 1932-1934 : le Russe Alec Kramarenko brevète un masque avec tube respiratoire à valve, interdisant l’entrée d’eau dans le tube, sorte de tuba. Deux poires situées sur la partie supérieure du masque permettent d'éviter le placage en profondeur.

- 1936-1938 : masque mono-verre de Frédéric Dumas, bricolé avec une chambre à air de camion... Ce masque est de nos jours conservé au Musée Frédéric-Dumas, à Sanary-sur-Mer.

- 1936 : à Sanary-sur-Mer, création du masque de Paul Dubois, le « squale lux » (source : site de la société Squale). À Sanary, la société de Dubois fabriqua et vendit longtemps ce masque. Actuellement la Société Squale se trouve à Vaiges, dans la Mayenne. Georges Sérénon participa à la fabrication des masques, à l'atelier de Sanary[3].

- 1938 : à Nice, brevet de masque mono-verre en caoutchouc de Maxime Forjot, avec tuba, « l’œil sous-marin ».

- 1940-1944 : Jeanine Dubois, femme de Paul Dubois, se rend souvent à la plage de Sanary-sur-Mer où elle rencontre Frédéric Dumas, qui s’adonne à la chasse sous-marine non seulement pour son plaisir mais aussi pour pallier la pénurie de nourriture due à la guerre. Elle en parle à son mari, Paul Dubois, et celui-ci décide de rencontrer Dumas, et lui montre son masque « fait maison ».

- 1944 : Paul Dubois brevète, à l’Office Blétry à Paris, le 19 décembre à 14h05 min, le masque Squale (source : Gérard Loridon).

Même si ces sources se contredisent entre elles, pendant de longues années (les années 1950 et 1960 essentiellement), le masque Squale fut le masque de plongée officiel de toutes les expéditions Cousteau. Par exemple, les masques portés par les plongeurs de la Calypso dans le film de Cousteau de 1955 Le Monde du silence sont des masques Squale. Sa forme caractéristique est restée dans le langage des plongeurs, qui encore de nos jours parlent des « vieux masques » comme étant des « masques ovales ». Mais la forme du masque ovale mono-verre n'est pas seulement revendiquée par la société Squale et il est difficile de recouper toutes les sources disponibles afin d'établir quels événements des années 1930 et 1940, ou quelles personnes y étant impliquées, furent à l'origine du masque de plongée moderne. L'invention elle-même put par ailleurs se produire en différents lieux et moments, chacun indépendamment des autres. Philippe Tailliez, par exemple, rapporte que pendant la Guerre d'Indochine, où il servit en tant qu'officier au grade de capitaine de frégate, lui et ses hommes rencontrèrent des pêcheurs vietnamiens en apnée à l'île de Culao Ré. Ces chasseurs sous-marins avaient appris de marins chinois à se fabriquer des masques mono-verres:

« Ils ont une grande adresse et ramènent chaque fois un poisson au bout de leur lance. J'examine leurs lunettes. Elles sont découpées dans des morceaux de cuir de buffle ou de chambre à air d'automobile, elles embrassent les yeux et le nez, la vitre, ovale, est sertie autour. C'est exactement ce que nous étions persuadés avoir inventé en 1937 sur la côte d'Azur.
Je demande à Tram-Khau qui leur a appris à tailler ces lunettes. Il cherche un moment et me raconte que, plusieurs années avant la guerre, une jonque chinoise du Fou-Quien avait fait escale dans l'île pour la récolte des nids d'hirondelle. Son équipage plongeait avec de tels masques et avait initié à leur tour quelques pêcheurs de l'île. Que ceci incline quelques inventeurs à la modestie. »

## Conception et utilisation

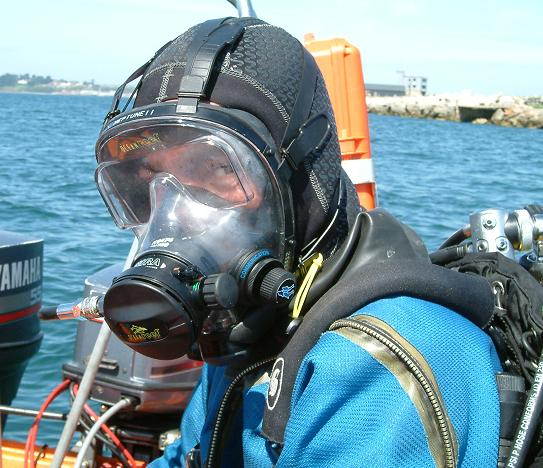
Un plongeur équipé d'un masque intégral de plongée, autorisant l'installation d'un système de communication.

Le principe du masque de plongée est de garder la cornée en contact avec de l'air pour qu'elle puisse jouer son rôle, celui de la réfraction. Cet équipement est utilisé indifféremment pour la plongée en apnée, la plongée avec tuba, ou la plongée sous-marine.
Un masque est composé d'une plaque de verre placée devant les yeux et d'une jupe de caoutchouc ou de silicone destinée à créer un joint étanche entre le verre et le visage du plongeur. La jupe couvre aussi le nez afin de lui donner accès au même espace intérieur où se trouvent les yeux. Il y a deux raisons à cela : la première raison est de pouvoir souffler de l'air dans le masque (par le nez) lorsque la pression de l'eau (selon la profondeur) commence à comprimer le masque contre le visage du plongeur. La seconde raison est que grâce au silicone souple qui couvre son nez le plongeur peut se pincer les narines et réaliser ainsi la manœuvre de Valsalva afin d'empêcher la pression extérieur de lui blesser les tympans.
Il existe des masques de plongée en plastique, mais ils sont très peu recommandés, à quelques exceptions près. Le plus souvent les masques de plongée actuels sont réalisés en verre trempé, soit binoculaires soit mono-verres. Les premiers limitent la quantité d'air dans le masque, les seconds permettent une vision plus large et sont donc plus adaptés aux débutants. Limiter le volume de gaz est très important en apnée pour réduire le plus possible la quantité d'air pulmonaire consacrée à compenser la pression hydrostatique s'exerçant sur le masque. Sauf contre-indication particulière tout masque de plongée peut être modifié sur mesure par un opticien spécialisé dans le but de corriger la myopie ou autres affections de la vue.
Les masques les plus conventionnels ne couvrent que les yeux et le nez du plongeur mais il existe aussi des masques intégraux, dits aussi masques faciaux, qui couvrent tout le visage du plongeur et qui isolent la bouche du contact de l'eau. Ceci permet d'y intégrer un système de communication qui permet aux plongeurs de parler entre eux ou de parler avec des personnes restées en surface pendant leur immersion.

### Vidage de masque

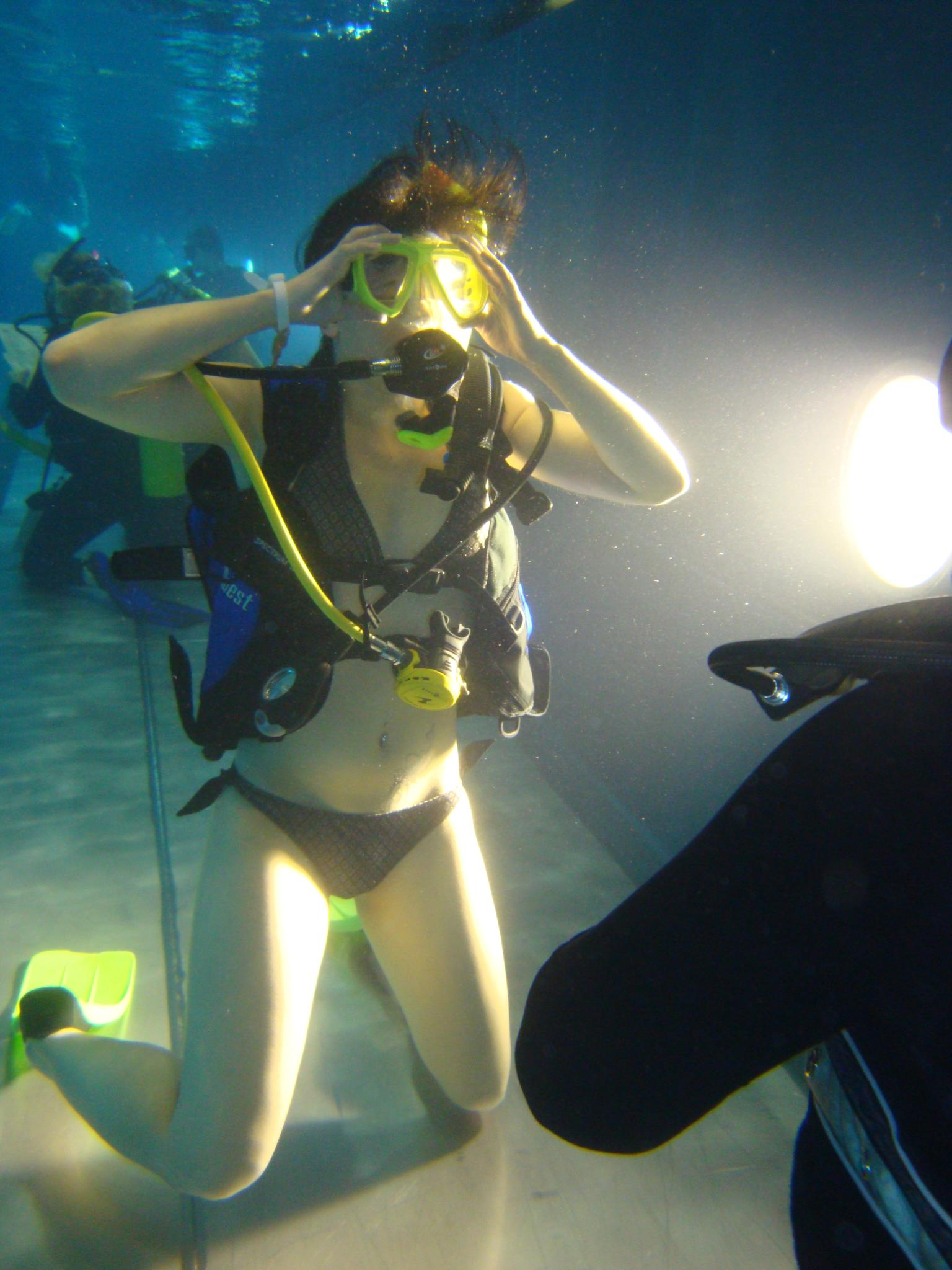
Entrainement au vidage de masque

Le vidage de masque ou vidange de masque est une technique de plongée sous-marine qui consiste à vider d'un masque l'eau qui s'y serait introduite. La technique du vidage de masque se décompose en trois temps : Pression avec la main sur le haut du masque ; Bascule de la tête vers l'arrière ; Expiration rapide par le nez, la position de la tête en arrière a pour but de chasser le peu d'eau qui pourrait y rester. Le vidage de masque permet de rétablir sa visibilité en cas d'arrachage de masque (dû à un coup de palme par exemple) ou d'une simple entrée d'eau.
Dans la formation FFESSM, la maitrise de cette technique fait partie des épreuves du plongeur niveau I. Elle est de nouveau demandée pour l'examen du plongeur niveau II à une profondeur de 20 mètres, puis de 40 m pour le plongeur niveau IV et à 50 m pour le monitorat fédéral de 2e degré. Dans ces deux derniers cas, il s'agit surtout, lors de l'examen, de vérifier que le candidat est capable de faire cet exercice en restant stabilisé à la profondeur donnée, sans variation supérieure à 1 m.

Cette technique atteste d'une maitrise de la dissociation bucco-nasale de la respiration. L'inspiration est faite avec le détendeur par la bouche et l'expiration par le nez dans le masque.

### Placage de masque

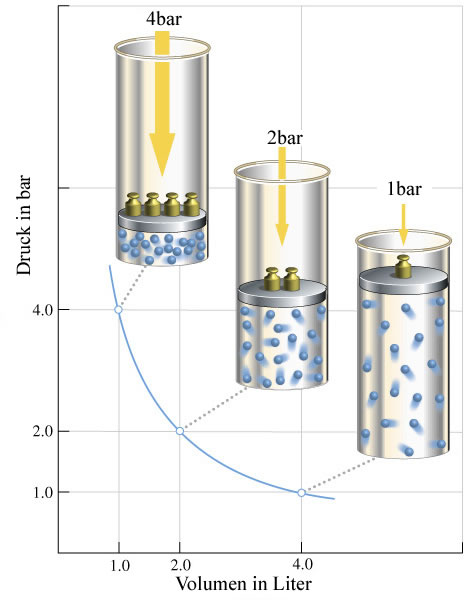
Explication de la loi de Boyle-Mariotte

Le placage de masque est un accident de plongée baro-traumatique. Lors de la descente, en application de la loi de Boyle-Mariotte, le volume intérieur du masque diminue avec l'augmentation de la pression. La jupe souple du masque permet d'accompagner ce mouvement jusqu'à sa limite d'élasticité. Une fois celle-ci atteinte, le volume ne peut plus diminuer et la dépression créée va provoquer un éclatement des capillaires situés autour de l'orbite oculaire par un effet de ventouse.
La dépression crée une vive douleur aux yeux et s'accompagne de troubles visuels. Si elle augmente, les yeux sont injectés de sang, les paupières gonflent et deviennent violacées. À l'extrême, les veines peuvent éclater, ce qui provoque le phénomène sans gravité de « l'œil au beurre noir ».
Parfois une gêne, des troubles de la vision, une épistaxis, voire une douleur plus ou moins vive accompagnent cet accident. Néanmoins, la plupart du temps, il reste indolore et le plongeur s'en rend compte en fin de plongée à cause des hématomes oculaires.
Les effets disparaissent d'eux-mêmes entre 24 et 48 heures après la plongée. En cas de douleur, utiliser un collyre antiseptique.
Il faut, lors de la descente, souffler par le nez de temps à autre, afin de rajouter un peu d'air dans le masque, ce qui aura pour effet de le décoller du visage. Rajouter avec les narines une pression continue dans le masque, lors de la descente, facilite également l'équilibrage des pressions aux oreilles. Dès que l'on se rend compte du placage du masque et que l'on ne peut pas insuffler de l'air par les narines, il faut alors soulever doucement avec la main la jupe du masque afin que l'eau puisse entrer et rétablir la pression externe aux sinus. L'effet « œil au beurre noir » peut ainsi être évité.